# Juanes
Juan Esteban Aristizábal Vásquez (Medellín, 9 de agosto de 1972), famoso por su nombre artístico Juanes, es un cantante, compositor, músico y diseñador industrial colombiano. Se desempeña sobre todo en géneros musicales de pop latino y rock en español, combinando diversos ritmos musicales.
A los 15 años comenzó su trayectoria musical en una banda de metal, llamada Ekhymosis, con la que publicó seis álbumes logrando reconocimiento en la escena musical de su país natal. Decide lanzarse como solista en el año 2000, con el álbum Fíjate bien, logrando buenos conceptos de la crítica especializada. En 2002 ratifica la calidad de su trabajo con Un día normal, consiguiendo mayor notoriedad en el ámbito latinoamericano; en 2004 lanza el álbum Mi sangre, que se convierte en superventas internacional, logrando posicionarse bien en un gran número de países alrededor del mundo. A finales de 2007 saca a la luz pública La vida… es un ratico, con gran éxito. En 2010 pública P.A.R.C.E., considerado uno de sus álbumes más íntimos. En 2012 publica el álbum Juanes MTV Unplugged con tres canciones nuevas, «Todo en mi vida eres tú», «La señal» y «Azul Sabina». En 2014 pública su álbum Loco de amor. En 2017 lanza otro álbum: Mis planes son amarte.
Según su sello discográfico, Universal Music, Juanes ha sido galardonado, entre otros, con 26 premios Grammy Latinos (5 en los premios Grammy Latino de 2003 y 5 en los premios Grammy Latino del 2008), 4 Grammy, 11 Premios MTV, 2 NRJ Music Awards, 9 Premios Lo Nuestro, 12 Premios Nuestra Tierra, los máximos galardones posibles en el Festival Internacional de la Canción de Viña del Mar antorchas de plata, gaviota de plata, y de oro simbólica y un gran listado de reconocimientos a lo largo y ancho del planeta. Juanes posee el mayor récord logrado de Premios Grammy Latinos logrados por un cantante colombiano y el artista solista con más Grammy Latinos ganados, junto a Juan Luis Guerra y Residente. Además, ha vendido más de 16 millones de álbumes a nivel mundial, siendo el quinto cantante colombiano con más discos vendidos. Canciones como: «Volverte a ver», «Para tu amor», «A Dios le pido», «La Paga» y el éxito internacional «La camisa negra» (número uno en diversos países del mundo), «Me enamora», «Yerbatero», «Mala gente» entre muchas otras, forman parte del reconocido repertorio musical del cantautor.

## Biografía
Juan Esteban Aristizábal Vásquez nació el 9 de agosto de 1972 en la Clínica El Rosario de Medellín, hijo de Javier Aristizábal y Alicia Vásquez. Vivió su infancia entre Medellín y Carolina del Príncipe un municipio también del departamento de Antioquia, Colombia. Sus cinco hermanos mayores fueron los que le enseñaron a tocar la flauta y la guitarra, instrumento que lo ha acompañado toda su vida musical.

## Despegue artístico
Desde la infancia la música fue su principal afición. Comenzó su carrera artística a la edad de 15 años, en la ciudad de Medellín, como miembro de la banda Ekhymosis donde una de las primeras canciones que se dio a conocer fue «Solo», adicionalmente grabó varios álbumes con Codiscos y Sonolux y un dúo junto con la cantante Silvia O con la canción "Ya nada es" en 1996 en dónde alcanzó notoriedad en su país. Con esta banda Juanes alcanzó fama en varios países latinoamericanos debido a la calidad compositiva.[cita requerida]

### 2000-2001:Fíjate bien

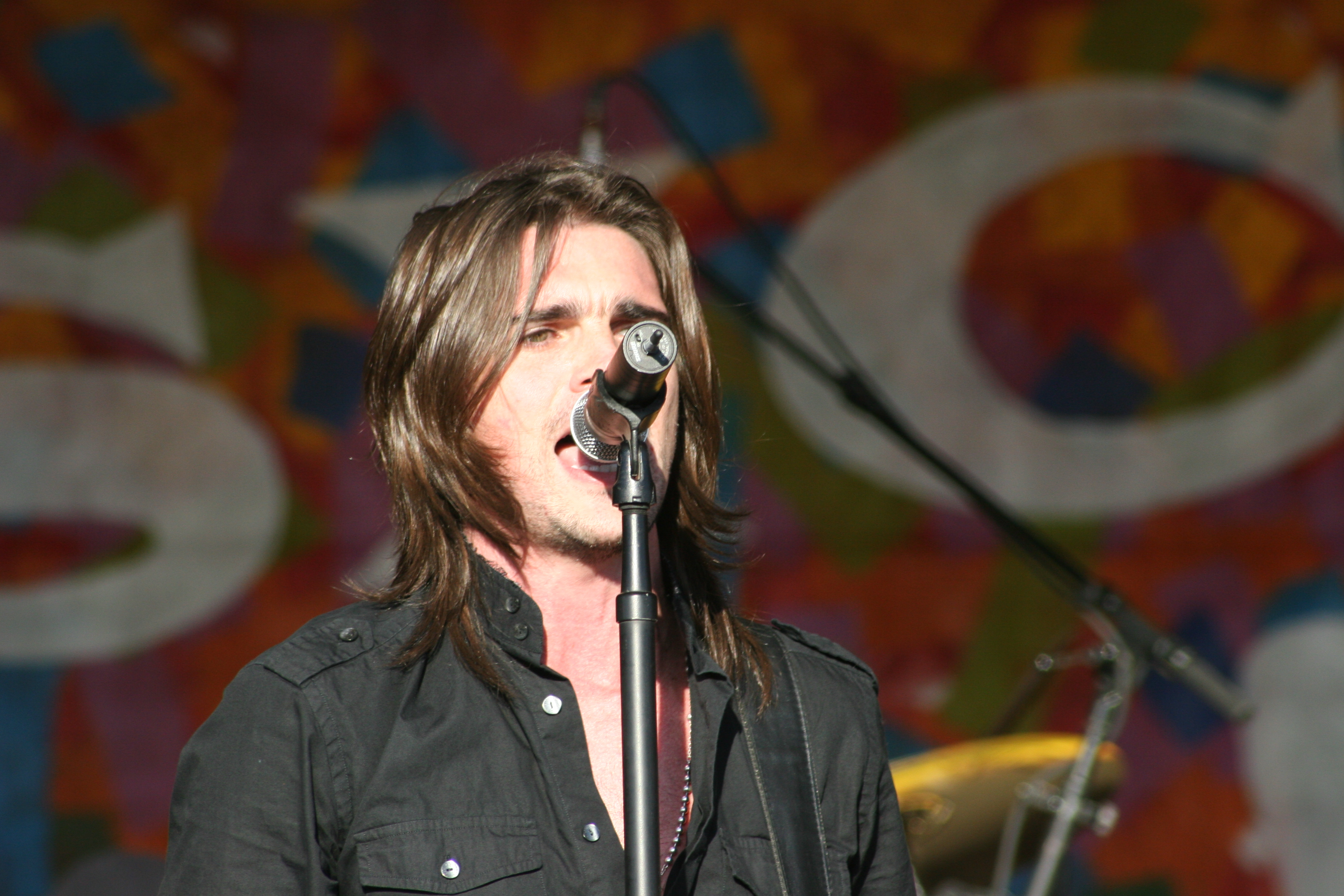
Juanes en el New Orleans Jazz Festival

Al disolverse la entonces exitosa banda Ekhymosis en 1997, Juanes decide avanzar como solista, primero con un Demo en casete de 1999, en principio las discográficas se negaban a patrocinarlo porque buscaban estilos musicales más corrientes y con menos rock, sin embargo el material llega a manos del productor Gustavo Santaolalla, quien ve en Juanes gran calidad y potencial, como resultado de esto firman contrato en 1999 y es así como Juanes lanza su primer disco de estudio como solista titulado: Fíjate bien.
A pesar de que este disco no tuvo altas ventas, fue nominado a 7 premios Grammy Latinos, de los cuales en 2001 gana tres, con temas descarnados como «Fíjate bien» (canción que habla de las minas antipersonas y la importancia de estar prevenidos cuando transitamos algún lugar), «Nada», «Podemos hacernos daño», entre otras. La canción «Para ser eterno» la escribió para su padre que había muerto de cáncer. Fíjate bien tuvo un recibimiento excelente en el mercado latinoamericano debido a que el álbum poseía letras muy oscuras donde el amor no entraba, pero a pesar de esto el álbum logró vender más de 1 000 000 de copias en todo el mundo. El álbum rápidamente llega a la posición número uno en Colombia permaneciendo más de 10 semanas en esta misma posición.
En la presentación del disco, Juanes principalmente se enfoca en la promoción de Latinoamérica y Europa para crear una audiencia para el disco. En Colombia el álbum llegó directamente a la posición número uno en ventas donde permaneció durante 10 semanas consecutivas. Las canciones de este álbum se han convertido en las más escuchadas por el público hispano debido a la calidad compositiva que aplica Juanes a todos sus sencillos.

### 2002-2004:Un día normal
A la par con la promoción del álbum, el artista compone el que sería su segundo álbum de estudio como solista, Un día normal, que sale a la luz el 21 de mayo de 2002. Desde su lanzamiento tuvo una mayor acogida. Además del éxito del himno a la paz «A Dios le pido» se destacan canciones como «Mala gente», «Es por ti», «Un día normal» y el sonado dúo junto a la exitosa cantante canadiense Nelly Furtado titulado «Fotografía».
El álbum es bien acogido por el público llegando a ser el más vendido en su género en Colombia, México, España y entre los públicos hispanos de Estados Unidos, entre otros. En octubre del mismo año la cadena MTV Latino lo congratula con el premio al mejor artista del año. Con Un día normal, Juanes es nuevamente nominado a los Latín Grammy Awards, pero esta vez se lleva 6, entre 2002 y 2003, con temas como «A Dios le pido», «Es por ti», «Mala gente», «Fotografía», entre otras. El álbum tuvo una mejor acogida que su anterior álbum hasta el punto de vender más de 2 000 000 de copias en todo el mundo, además el material estaba compuesto con temas que se caracterizaban por tener como principal protagonista el amor.
Este álbum se ha convertido en los mayores éxitos de Juanes debido a que entró rápidamente en las listas de toda Latinoamérica, Europa y Asia en la posición número uno durante varias semanas consecutivas. En Colombia, Juanes impactó a la crítica debido a las excelentes y muy buenos composiciones y se caracteriza por ser un artista que aplica en su mayoría el género pop, además del rock.

### 2003:El diario
Es así como en 2003 decide lanzar su primer álbum titulado El diario, el cual contiene los vídeos que ha grabado de Fíjate bien y Un día normal. Estos dos discos lo llevan a recibir diversos premios a la música alrededor del mundo: Premios Univisión y Latín Billboard en Estados Unidos, Amigo en España y Viña del Mar en Chile, a la par que realiza una gira de más de 100 representaciones en Estados Unidos e Hispanoamérica. Estos vídeos dieron a conocer a Juanes como un importante artista debido a la excelente contribución a la música en español.
El Diario de Juanes ha sido hasta la actualidad la única colección de vídeos que ha sacado Juanes durante todos sus años de carrera y hasta el momento El Diario se ha convertido en la colección más vendida de un artista que canta sólo música en español.

### 2004-2006:Mi sangre

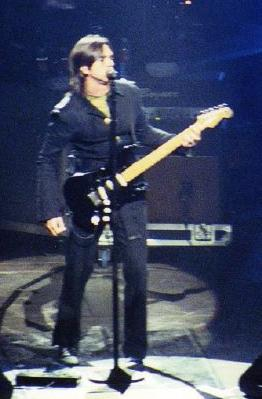
Juanes durante el Mi sangre tour.

El 28 de septiembre de 2004, reaparece con un nuevo álbum titulado Mi sangre. De este álbum se destacan canciones como «La camisa negra», «Nada valgo sin tu amor», «Para tu amor», «Volverte a ver», entre otros, lo que lo hace ganar 3 Latín Grammy Awards más, con esto ya sumaba 12 premios. Este álbum cuenta con importantes canciones que rápidamente se convirtieron en sucesos mundiales como lo son La camisa negra que según el sello discográfico de Juanes Universal Music el sencillo hasta la actualidad se convierte en el más exitoso del álbum y del artista. Otras canciones que batieron récords en todo el mundo fueron «Nada valgo sin tu amor», «Para tu amor», «Volverte a ver», entre otros. Hasta la actualidad el álbum ha vendido más de 4 000& 000 de copias a nivel mundial.
A pesar de las críticas adversas que en principio llevan al artista y su representante a vetar la publicación del tema musical «La camisa negra», la canción se ubica en el número 1 en la mayoría de países donde es lanzada (hispanos, anglos, asiáticos, etc.) durante el resto del año y mitad de 2006. En agosto del mismo año anuncia su retiro temporal, un año sabático para trabajar en causas sociales, descansar con su familia y crear nueva música.[cita requerida]
«La camisa negra» se convirtió en la canción en español más importante y escuchada en países como Italia, Francia, España, Colombia, Argentina, Japón, México, Chile y demás países latinoamericanos, asiáticos, europeos y se dice[cita requerida] que la canción entró en los listas de África, principalmente en Marruecos.

### 2007-2009:La vida… es un ratico

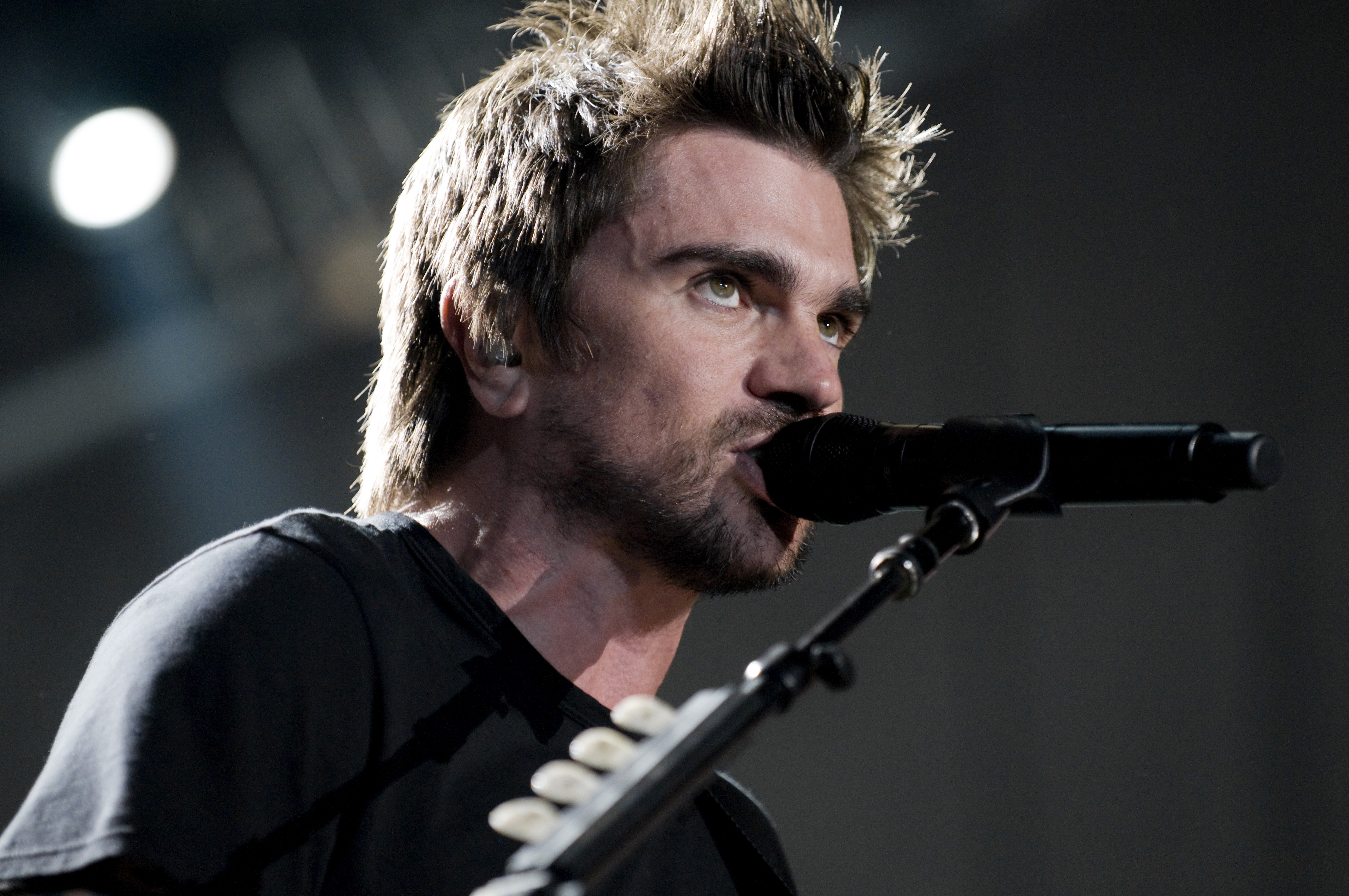
Juanes presentándose en 2008.

El 23 de octubre de 2007, después de una larga ausencia, Juanes lanza un nuevo álbum titulado La vida… es un ratico y su primer sencillo es el tema «Me enamora», que obtiene una gran acogida. Es considerado un trabajo repetitivo. El disco repite el éxito y se ubica entre los más vendidos de su carrera debido a que fue lanzado en más de 77 países donde se hablan diferentes idiomas y se convierte en un récord mundial. El álbum posee canciones que rápidamente llegaron a la posición número uno en diversos países del mundo; gran muestra de esto son los sencillos «Me enamora», «Gotas de agua dulce» y «Tres». Hasta la actualidad el álbum ha vendido más de 4 500 000 copias físicas y «Me enamora» y «Gotas de agua dulce» vendieron más de 7 000 000 de descargas digitales. El 20 de marzo del mismo año Juanes colabora con el cantante español Miguel Bosé en la canción «Nada particular» en su disco Papito. «Me enamora» permaneció durante 20 semanas consecutivas en el Billboard Hot Latin Tracks, siendo una de las canciones con más tiempo en esta excelente posición, en Chile la canción hasta el momento se ha convertido en la canción más importante del conteo permaneciendo hasta la actualidad más de 25 semanas consecutivas.
El 18 de noviembre de 2008 se lanza una nueva edición de La vida… es un ratico (en vivo), acompañada de 4 canciones nuevas e inéditas, entre las que se encuentra «Odio por amor» y «Hoy me voy». La reedición del álbum fue tan exitosa que llevó a Juanes a recorrer todo el mundo con la gira mundial La vida World Tour, convirtiéndose en la gira más exitosa de un cantante que canta solo música en español, que lo lleva a recorrer los Estados Unidos, Canadá, España, Francia, Alemania, Marruecos, Italia, Suecia, Suiza, Rusia, México, Argentina, Chile y Colombia entre otros, iniciando en el Madison Square Garden de Nueva York.
Los días 10, 11, 12 y 14 de diciembre de 2008, junto a Andrés Calamaro da un gran concierto de 4 sesiones en el Coliseo Cubierto El Campin de Bogotá. El 19 de diciembre de 2008 Juanes dio un mega-concierto en la ciudad de Medellín, el número 101 de la gira y el último de 2008, ante cerca de 140.000 personas. En 2009 continúa la segunda y última etapa de la gira.
El 24 de febrero de 2009 Juanes se presentó en la segunda noche del 50° Festival de la Canción de Viña del Mar en Chile por tercera vez en su carrera, obteniendo la Antorcha de Plata, la Antorcha de Oro, la Gaviota de Plata y la Gaviota de Oro simbólica como reconocimiento del público.
En diciembre de 2009 es condecorado con el premio Nacional de paz en su Colombia natal en la categoría honoraria, en noviembre de 2011, como artista de la década (2000-2009) elegido por millones de votos, en los Premios Shock.

### 2010-2011:P.A.R.C.E.

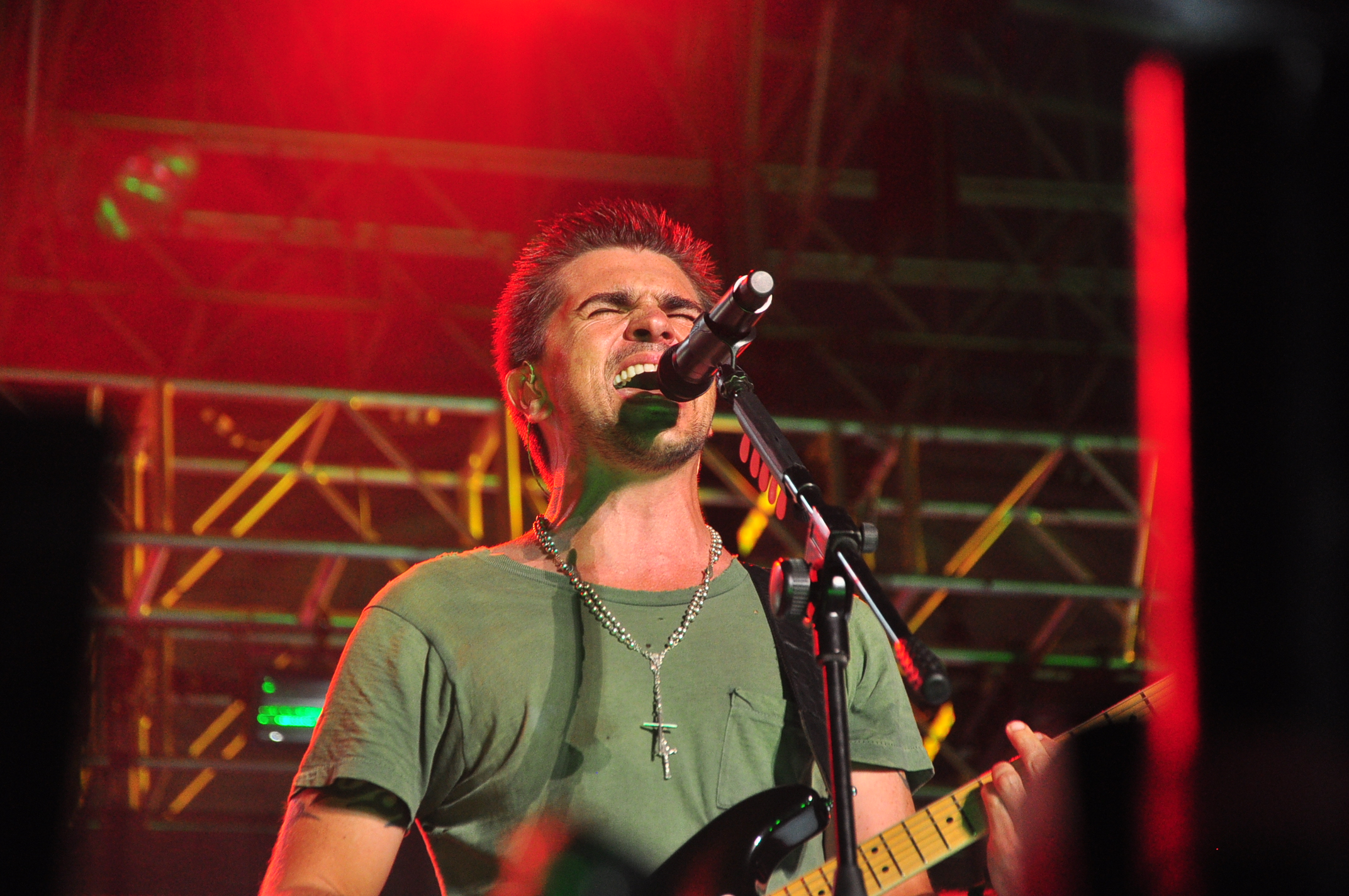
Juanes en Festival de Música Latina, Santo Domingo 2010.

Después del éxito internacional de La vida… es un ratico, que se posicionó en el número uno de ventas en 19 países, Juanes lanza mundialmente el 7 de diciembre de 2010 su quinto álbum de estudio, P.A.R.C.E., que incluye el éxito «Yerbatero». La canción estrenada en junio de este año en el concierto de inauguración del Mundial de Fútbol de 2010 es un tema con personalidad única. Una línea de guitarra cargada de rock que se convierte en el llamado a un ritual místico y es el preámbulo a un tema lleno de energía, ritmos hipnóticos y melodía contagiosa.
«Yerbatero» consiguió la máxima posición en el listado de Billboard Hot Latin Songs y permaneció durante más de 15 semanas en el listado general de la radio en Colombia.
«Y no regresas», el segundo sencillo incluido en este nuevo material discográfico que sale al mercado, estuvo por el primer lugar de los listados especializados 8 semanas consecutivas en el número uno de los listados de radio de Colombia, Argentina y España.
«Regalito», el tercer sencillo incluido en este nuevo material discográfico. Esta canción fue presentada en vivo el 17 de febrero en la gala de la entrega de los Premios Lo Nuestro de 2011.
Las tres canciones mencionada anteriormente, al igual que el álbum P.A.R.C.E., fue compuesto, arreglado y producido por Juanes en compañía del reconocido productor Stephen Lipson, quien comenzó como un ingeniero de los Rolling Stones
P.A.R.C.E. está disponible en versión CD y en una versión de lujo que incluye: álbum, CD Juanes de colección, camiseta oficial y manilla oficial.
Hasta la fecha el álbum ha vendido alrededor de 1.000.000 copias en todo el mundo.
Además de ser considerado la persona del año 2009, y el 4 de diciembre de 2011 es condecorado por la Fundación Teletón Chile con la Medalla de la Solidaridad durante el final de la transmisión de la campaña solidaria chilena para los niños discapacitados que atiende la institución.

### 2012:MTV Unplugged

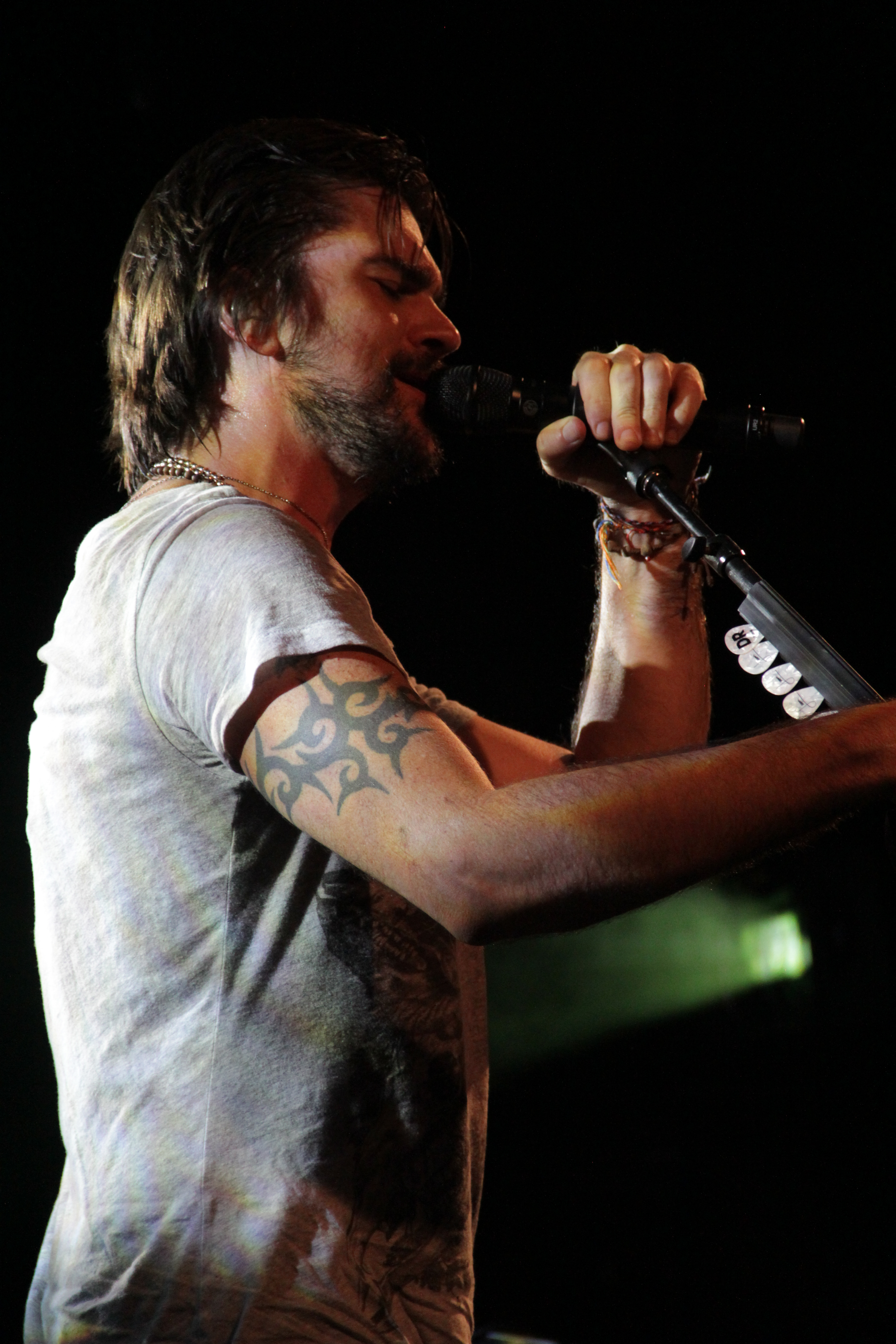
Juanes en 2012.

A principios de 2012 Juanes consigue grabar un tema titulado «Azul Sabina» con el aclamado cantautor y poeta español Joaquín Sabina, mismo tema que tuvo diversas nominaciones a premios importantes, entre ellos el Grammy Latino en la categoría de mejor canción de ese año. 
El 1 de febrero de 2012, Juanes realizó un concierto acústico para su álbum en vivo Juanes MTV Unplugged que fue lanzado en mayo del mismo año. El álbum fue lanzado por la cadena MTV como parte de las grabaciones en vivo MTV Unplugged y se grabó en el New World Center en Miami, Florida, bajo la dirección de Juan Luis Guerra.
El 5 de marzo, Juanes lanzó mundialmente «La señal» que es el primer sencillo de su álbum acústico.
Según la cadena de televisión, el cantante colombiano regresó con el bachatero dominicano por pedido del mismo Juanes.
Guerra, quien fue el productor musical y director de la velada, dijo que “Juanes está cantando y tocando mejor que nunca. Este Unplugged será el escenario perfecto para conocer el más íntimo rincón de su música”.
El concierto, producido por la cadena MTV tr3s, fue transmitido en mayo y tiene un DVD, cuenta con La camisa negra, Para tu amor, Me enamora, Volverte a ver, Nada valgo sin tu amor, Fíjate bien, entre otros temas en donde Juanes demuestra su calidad vocal y romanticismo. Para cantar Fotografía (originalmente interpretada junto a Nelly Furtado), Juanes subió al escenario a la ganadora de un concurso vía internet de MTV. Otro chico de Monterrey, México también tuvo la oportunidad de tocar y cantar con el colombiano su éxito A Dios le pido.
El 4 de septiembre de ese año, volvió a colaborar con el cantante colombo-español Miguel Bosé, esta vez para su disco Papitwo con la emblemática canción de Bosé, "Partisano", muy acorde a los esfuerzos por la paz y la fundación Paz sin fronteras, de la que ambos son miembros.

### 2014:Loco de amor

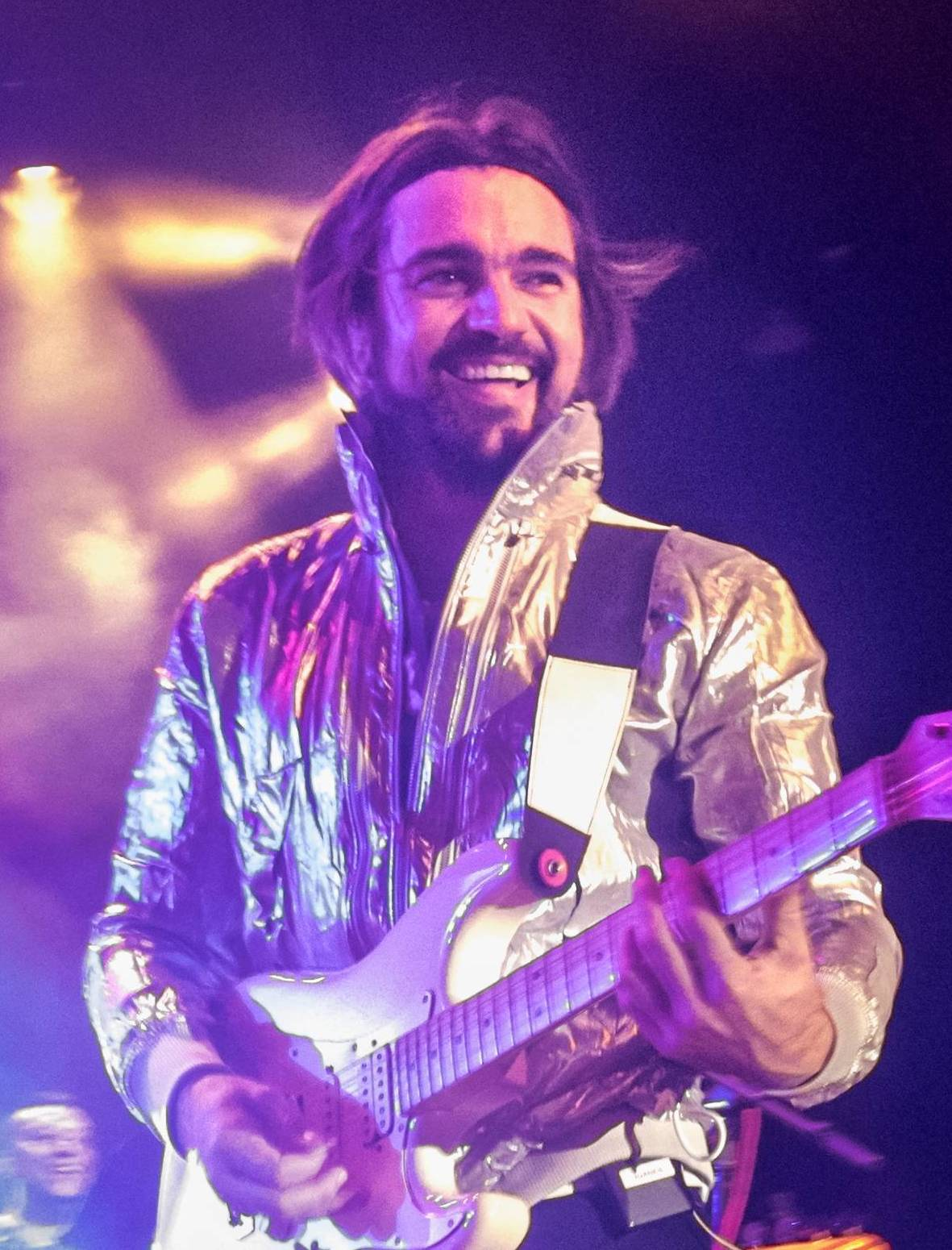
Zelt-Musik-Festival en 2015 Friburgo de Brisgovia, Alemania.

Su disco Loco de Amor que lanzó después de haberse tomado un descanso temporal. Este disco fue algo diferente al estilo que mantenía el cantautor colombiano quien lanzó el primer sencillo La luz lanzada al mercado en 2013 que para varios fue un tanto desagradable el cambio de estilo pero para la mayoría fue una canción muy agradable y pegajosa como un anticipo de lo que sería el disco próximamente lanzado en 2014. Más adelante lanzó dos sencillos más Mil pedazos y Una flor en 2014.
Este álbum fue muy complejo e interesante ya que tuvo colaboración con Emmanuel del Real (Meme) tecladista de Café Tacuba
luego que su productor fuera Steve Lillywhite y tuvieran participación en la grabación del disco el baterista y bajista de Paul McCartney. Utilizaron instrumentos como guitarra, tible, entre otros.
A pesar de que este disco fue criticado por algunas personas ha logrado ganar el premio Grammy Latino a mejor álbum Pop Rock del año y vendió más de 2.000.000 de copias en todo el mundo, también cabe mencionar que Juanes en algunas entrevistas que le han realizado ha dicho que ha sido su mejor disco a su gusto a lo largo de su carrera como solista.
En enero de 2015 Juanes dio a conocer el tema Juntos que forma parte de la película McFarland, USA de Disney y desde el lanzamiento se estrenó en las listas de popularidad como Top Latin Songs - Colombia de Monitor Latino ocupando el codiciado primer lugar. En República Dominicana, dentro de la categoría Pop de la misma lista ha alcanzado la posición 14.
El 29 de agosto de 2014 Juanes se presentó en la premiación de los Kids Choice Awards Colombia cerrando así la ceremonia, aparte de dar el show de cierre del evento ganó el Premio Pro-Social (el premio más importante de la noche) gracias a la Fundación Mi Sangre, el premio fue entregado por su esposa y sus dos hijos los cuales dieron un discurso; y al final fue uno de los dos artistas de la noche cubierto con el representativo Slime.
En 2015, junto al DJ y productor francés Cedric Gervais, compone «Este amor», siendo su primera incursión con una canción original en el género de música electrónica.
En septiembre de 2015 se presenta "Un Poco Perdido", una colaboración de Juanes con la banda de rock pop argentina Tan Biónica, para el disco Hola Mundo

### 2016 y 2017: Colaboraciones yMis planes son amarte
El 1 de mayo de 2016 inició la campaña promocional de su séptimo álbum Mis planes son amarte en Los Ángeles, y el 7 de octubre del mismo año lanzó oficialmente su primer sencillo «Fuego» que tuvo un éxito moderado junto a su video musical. Luego lanzó los siguientes sencillos «Hermosa ingrata», «Perro viejo», «Es Tarde», «Ángel» y «El ratico», la cual lo interpreta junto a Kali Uchis.
El 10 de febrero de 2017 la cantante chilena Mon Laferte publicó el sencillo "Amárrame" grabado junto a Juanes. El vídeo musical fue estrenado en MTV el mismo día y posteriormente fue puesto a disposición de los fanes en las plataformas YouTube y VEVO. Colaboró con Logic, Khalid y Alessia Cara en el remix de la canción «1-800-273-8255» y con Poo Bear en «All can we do» que fue producida por Skrillex. El 2 de marzo del mismo año Juanes colabora con el cantante español Miguel Bosé en la canción «Amiga» en su disco "Bosé: MTV Unplugged".

### 2018-2019: Transición al género urbano yMás futuro que pasado
En 2018, el cantante mexicano Raymix lo incluyó en una versión de su canción "Oye mujer". En 2018 actuó en Starlite Festival presentado «Pa' dentro», primer sencillo oficial de su más reciente material, el cual se estrenó oficialmente el 31 de mayo de 2018. El 10 de enero de 2019, estrenó su primer sencillo del año «La plata» el cual, cuenta con la participación del cantante colombiano Lalo Ebratt. El 23 de mayo, presentó su sencillo «Querer mejor» junto a la cantante canadiense Alessia Cara.
Asimismo en julio, colaboró en la canción «Todo bien» del colectivo Trapical Minds a lado de Lalo Ebratt, Skinny Happy, Yera. Luego, en agosto colaboró en el sencillo de Greeicy «Minifalda».
El 5 de septiembre, estrenó su sencillo «Bonita» junto a su compatriota Sebastián Yatra, la cual se posicionaba en los primeros lugares de las listas musicales de Latinoamérica. Posteriormente, el 7 de noviembre, presentó «Aurora», el cual lo interpreta junto al rapero colombiano Crudo Means Raw. En noviembre, lanzó su sencillo «Tequila» el cual cuenta con la colaboración del cantante mexicano Christian Nodal. Al día siguiente, presentó su nuevo álbum Más futuro que pasado, donde este hace énfasis en su transición al género urbano sin dejar a un lado su clásico estilo musical de rock y pop. El 5 de diciembre, estreno su último sencillo «Más futuro que pasado».

### 2023: Vida cotidiana
Desde el 10 de noviembre de 2022 se lanzó el primer sencillo «Amores Prohibidos» de su más reciente álbum de estudio, Vida Cotidiana, liberado oficialmente el 18 de mayo de 2023. Vida cotidiana es un álbum que demuestra su madurez personal y musical como artista y compositor, en el que podemos escuchar arreglos que recuerdan más a sus primeros trabajos. Encontramos canciones desde el Rock Alternativo como «Gris», con un aura melancólica adornada con guitarras eléctricas y acústicas, hasta canciones como «Cecilia», dueto de ritmos caribeños junto con el artista dominicano Juan Luis Guerra. Vida Cotidiana también representa el regreso del artista a canciones con un mensaje social, como «Mayo», canción con arreglos de guitarras y violines que habla acerca de las manifestaciones en Colombia del año 2021.O «Canción Desaparecida», que habla de la dura situación de inseguridad que se vive en Colombia y Latinoamérica, esta última siendo dueto con la también artista Colombiana Mabiland. Sin duda alguna Vida Cotidiana es de sus trabajos más íntimos y personales, pues fue escrito durante la época del confinamiento por la pandemia desde principios del año 2020, para algunos de sus mejores trabajos hasta ahora.

### 2023: Próximo EP de Metal
En varias entrevistas, Juanes ha anunciado que se encuentra trabajando en un Extended Play enfocado más en género Metal, resultando en una muy grata sorpresa a sus seguidores, pues el artista comenzó en la banda de Metal Ekhymosis. Se espera que su nuevo proyecto sea lanzado en algún momento del año 2024.

## Reconocimientos y certificaciones

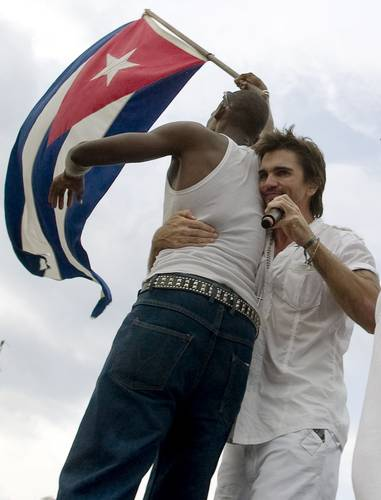
Juanes durante un concierto en La Habana, Cuba.

Hasta el momento el álbum más exitoso de Juanes es La vida... es un ratico que ha sido descargado cerca de 7 millones de veces, y ha vendido más de un millón quinientas mil copias físicas.[cita requerida] Durante la gira promocional de este álbum Juanes ha visitado numerosos países de los cinco continentes.[cita requerida]
Juanes ha ganado varias ediciones de los premios Grammy. En 2012 consiguió el Grammy a Mejor Video en Versión Larga, junto con su productor, Juan Luis Guerra. Hasta entonces había conseguido 23 premios Grammy Latino, un Grammy anglo en 2009, 18 premios MTV y 16 premios Lo Nuestro. En marzo de 2010 Juanes fue galardonado con el BMI President’s Award en su 17.ª edición.
Ocho años más tarde, aquel intérprete nacido y con profundas raíces en Medellín, se ha consagrado con temas urbanos que reflejan las inquietudes de la juventud, de la calle, con letras sobre la actualidad social colombiana y latinoamericana en general. La revista norteamericana Billboard lo ha nombrado Estrella de la Década. Por su compromiso con las causas sociales el diario bogotano El Espectador lo ha designado Personaje del año 2009.
En los Premios MTV 2007 recibió la Lengua Blanca, premio de MTV Latinoamérica que por primera vez entregaba a aquellos Agentes de Cambio.
Ha organizado grandes conciertos como Paz Sin Fronteras en la frontera de Colombia con Venezuela, y en Leticia, en plena zona amazónica. Recibió críticas y amenazas del exilio cubano en Miami por el que montó el 20 de septiembre de 2009 en la Plaza de la Revolución de La Habana.
El colombiano es el más joven de la lista realizada por CNN y la revista "Songlines", y junto a Celia Cruz son los dos únicos hispanos seleccionados lo que muestra un gran éxito musical alrededor del mundo.
El presidente de Estados Unidos Barack Obama y su esposa Michelle han confesado que son fanáticos de la música de Juanes. La cantante australiana Kylie Minogue dice que es su cantante latino que elegiría para hacer un dueto.

## Paz sin fronteras

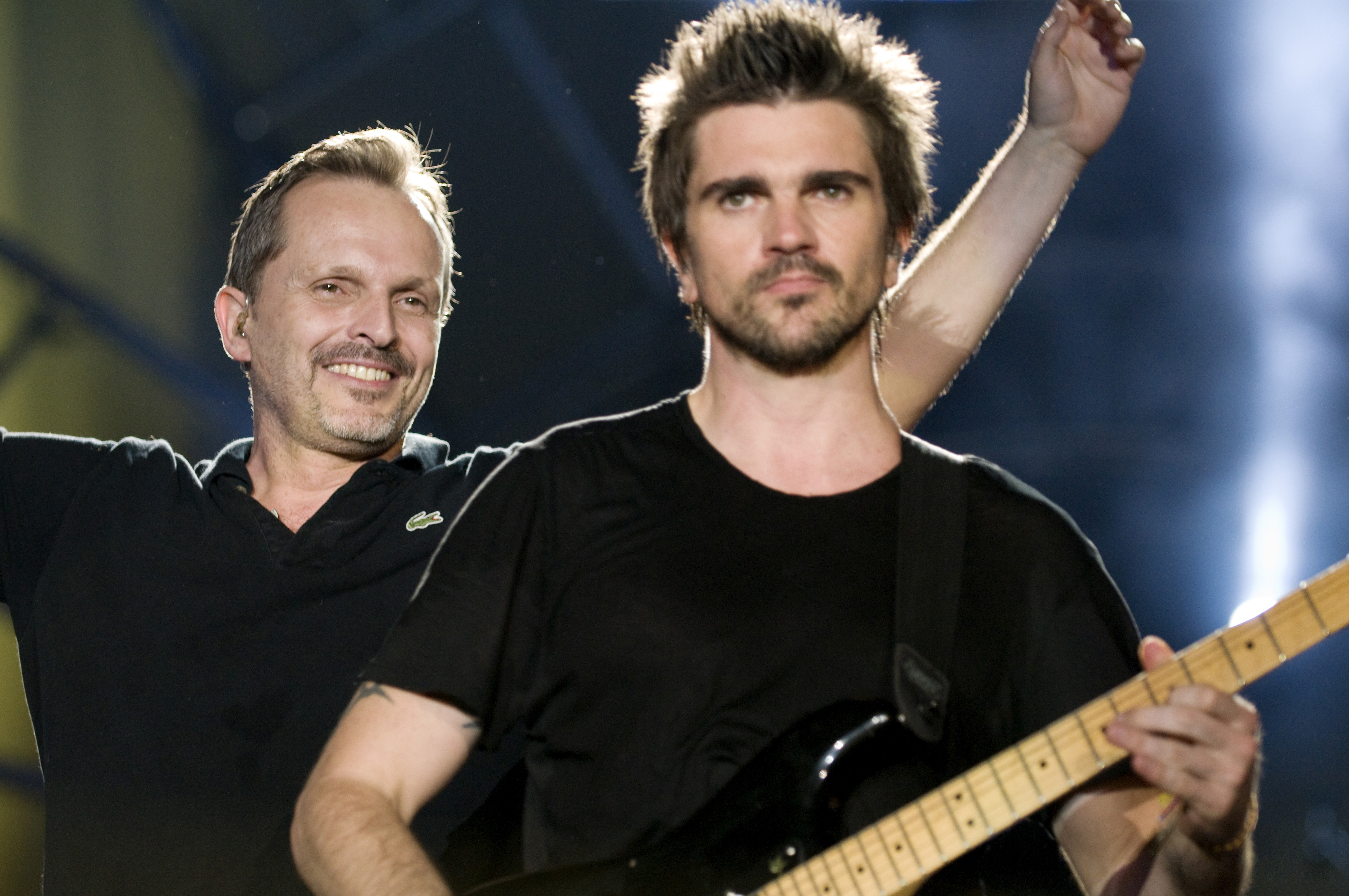
Juanes con Miguel Bosé.

En 2008, a partir de la crisis diplomática de Colombia con Ecuador y Venezuela de 2008, forja en pocas horas y ante la eventualidad de un escalada militar internacional, la iniciativa civil Paz sin fronteras, donde participan también los cantantes Juan Luis Guerra, Miguel Bosé, Carlos Vives, Alejandro Sanz, Juan Fernando Velasco y Ricardo Montaner, evento pro pacifista que se desarrolló el 16 de marzo en el Puente Internacional Simón Bolívar, en la ciudad colombiana de Cúcuta límite fronterizo entre Venezuela y Colombia (Estado venezolano de Táchira y el Departamento colombiano de Norte del Santander) y al que asisten más de 600.000 personas.
Adicionalmente el 20 de septiembre de 2009 en la Plaza de la Revolución de La Habana, Cuba, se realizó la segunda versión del concierto Paz sin fronteras donde según palabras del propio Miguel Bosé en el concierto asistieron más de un millón ciento cincuenta mil (1.150.000) personas al evento ascendiendo hasta más de 1.200.000 , siendo así el tercer concierto con más afluencia de público en la historia; en su mayoría jóvenes. El concierto tuvo la participación de quince grupos y solistas de ocho países entre los cuales estaban Miguel Bosé, Juan Fernando Velasco, Olga Tañón, Luis Eduardo Aute, Silvio Rodríguez, Amaury Pérez, Danny Rivera, Víctor Manuel, Orishas, Jovanotti, entre otros. Previo al evento Juanes recibió amenazas de muerte, pero a pesar de esto ofreció, junto a los demás artistas que decidieron acompañarlo, el espectáculo al pueblo cubano dando muestras de su inmenso compromiso con las causas justas del mundo, manifestando que era un acto de amor hacia la ciudadanía cubana
Este concierto con la iniciativa de Juanes fue un gesto humanitario donde el mensaje principal fue “fortalecer la esperanza” aseguró el cantante, criticado por algunos integrantes cubanos en el extranjero y apoyado por otros. ". Por su parte en entrevista el estilista cubano Luisito Barrios defendió la postura firme de Juanes y señaló “… que el arte y la cultura son universales”

"Este concierto es un gesto humanitario. Necesitamos fomentar la esperanza y el sueño. El arte tiene que ser un arma poderosa de paz, por encima de diferencias".

"Después del concierto me pueden crucificar", dijo. Esto generó mucha polémica pues hay quienes afirman que el activismo de Juanes es una estrategia publicitaria.
El artista ha logrado ser condecorado con excelentes premios, al obtener el tercer puesto en los conciertos más grandes de la historia de la música.

## Filantropía
Juanes es el creador de la Fundación Mi Sangre, que atiende a las personas víctimas de minas y a las personas discapacitadas. También ha creado el Parque Juanes de la Paz, que es un centro de rehabilitación para los que han estado involucrados en la adicción o la violencia, en la ciudad de Medellín.
Recientemente creó un sello discográfico independiente, 4Js, junto a Universal Music y los productores y amigos Gustavo Santaolalla y Aníbal Kerpel, para encontrar y patrocinar nuevos talentos, que no tengan apoyo.

## Discografía

### Álbumes de estudio
- Fíjate bien (2000)
- Un día normal (2002)
- Mi sangre (2004)
- La vida… es un ratico (2007)
- P.A.R.C.E. (2010)
- Loco de amor (2014)
- Mis planes son amarte (2017)
- Más futuro que pasado (2019)
- Origen (2021)
- Vida cotidiana (2023)

### Álbumes en vivo
- Mi Sangre (Tour Edition) (2005)
- La Vida... Es Un Ratico (En Vivo) (2008)
- Juanes MTV Unplugged (2012)
- Tigo Music Sessions (2014)

## Giras musicales
- Mi Sangre World Tour (2004-2005)
- La vida World Tour (2008-2009)
- P.A.R.C.E. Tour (2011)
- Juanes MTV Unplugged Tour (2012-2013)
- Loco De Amor Tour (2014-2015)
- Mis Planes Son Amarte Tour (2017-2018)
- Amarte Tour con Mon Laferte (2018)
- Origen Tour (2021-2022)
- Vida Cotidiana Tour (2023-2024)

## Premios y nominaciones

### Grammy Awards
| Año  | Trabajo nominado             | Categoría                                   | Resultado |
| ---- | ---------------------------- | ------------------------------------------- | --------- |
| 2002 | Fijate Bien                  | Best Latin Rock/Alternative Album           | Nominado  |
| 2003 | Un Día Normal                | Best Latin Rock/Alternative Album           | Nominado  |
| 2005 | Mi Sangre                    | Best Latin Rock/Alternative Album           | Nominado  |
| 2009 | La Vida... Es un Ratico      | Best Latin Pop Album Mejor Álbum Pop Latino | Ganador   |
| 2013 | MTV Unplugged Deluxe Edition | Best Latin Pop Album Mejor Álbum Pop Latino | Ganador   |
| 2015 | Loco de Amor                 | Best Latin Pop Album Mejor Álbum Pop Latino | Nominado  |
| 2018 | Mis Planes Son Amarte        | Best Latin Pop Album Mejor Álbum Pop Latino | Nominado  |
| 2022 | Origen                       | Best Latin Rock/Alternative Album           | Ganador   |
| 2024 | Vida Cotidiana               | Best Latin Rock/Alternative Album           | Ganador   |

#### Grammy Latinos
| Año  | Trabajo nominado                                  | Categoría                                                            | Resultado |
| ---- | ------------------------------------------------- | -------------------------------------------------------------------- | --------- |
| 2001 | Fijate bien                                       | Álbum del año                                                        | Nominado  |
| 2001 | Fijate bien                                       | Grabación del año por Fíjate bien                                    | Nominado  |
| 2001 | Fijate bien                                       | Canción del año por Fíjate bien                                      | Nominado  |
| 2001 | Fijate bien                                       | Mejor Nuevo Artista                                                  | Ganador   |
| 2001 | Fijate bien                                       | Mejor Álbum Rock Solista                                             | Ganador   |
| 2001 | Fijate bien                                       | Mejor Canción Rock por Fíjate bien                                   | Ganador   |
| 2001 | Fijate bien                                       | Mejor video musical por Fíjate bien (Dir. Simon Brand y Pablo Croce) | Nominado  |
| 2002 | Un día normal                                     | Canción del año por A Dios le pido                                   | Nominado  |
| 2002 | Un día normal                                     | Mejor Canción de Rock por A Dios le pido                             | Ganador   |
| 2002 | Un día normal                                     | Mejor video musical por A Dios le pido (Dir. Gustavo Garzón)         | Ganador   |
| 2003 | Un día normal                                     | Álbum del año                                                        | Ganador   |
| 2003 | Un día normal                                     | Canción del año por Es por ti                                        | Ganador   |
| 2003 | Un día normal                                     | Grabación del año por Es por ti                                      | Ganador   |
| 2003 | Un día normal                                     | Mejor Álbum Rock Vocal Solista                                       | Ganador   |
| 2003 | Un día normal                                     | Mejor Canción de Rock por Mala gente                                 | Ganador   |
| 2005 | Mi sangre                                         | Mejor Álbum Rock Vocal Solista                                       | Ganador   |
| 2005 | Mi sangre                                         | Mejor Canción de Rock por Nada valgo sin tu amor                     | Ganador   |
| 2005 | Mi sangre                                         | Mejor video musical por Volverte a ver (Dir. Gustavo Garzón)         | Ganador   |
| 2008 | La vida...es un ratico                            | Álbum del año                                                        | Ganador   |
| 2008 | La vida...es un ratico                            | Canción del año por Me enamora'                                      | Ganador   |
| 2008 | La vida...es un ratico                            | Mejor Álbum Vocal Pop, Masculino                                     | Ganador   |
| 2008 | La vida...es un ratico                            | Mejor video musical por Me enamora (Dir. Agressive)                  | Ganador   |
| 2008 | La vida...es un ratico                            | Grabación del año por Me enamora                                     | Ganador   |
| 2012 | MTV Unplugged                                     | Álbum del año                                                        | Ganador   |
| 2012 | MTV Unplugged                                     | Grabación del año por Azul Sabina                                    | Nominado  |
| 2012 | MTV Unplugged                                     | Canción del año por Azul Sabina                                      | Nominado  |
| 2012 | MTV Unplugged                                     | Mejor video musical Versión Larga (Dir. Ivan Dudynsky)               | Ganador   |
| 2014 | Loco de amor                                      | Álbum Pop/Rock del año                                               | Ganador   |
| 2014 | Loco de amor                                      | Mejor Canción Rock del año por Mil Pedazos                           | Nominado  |
| 2015 | Loco de amor                                      | Mejor Vídeo Musical Versión Larga (Dir. Kacho Lopez)                 | Ganador   |
| 2017 | Mis planes son amarte                             | Mejor Ingeniería de Grabación para un Álbum                          | Ganador   |
| 2017 | Mis planes son amarte                             | Mejor Vídeo Musical Versión Larga (Dir. Kacho Lopez)                 | Nominado  |
| 2017 | Mis planes son amarte                             | Mejor Álbum Rock/Pop                                                 | Ganador   |
| 2018 | Pa' Dentro                                        | Mejor Video Musical Versión Corta (Dir. Greg & Lio)                  | Ganador   |
| 2019 | Querer mejor (Feat. Alessia Cara)                 | Grabación del año                                                    | Nominado  |
| 2019 | Querer mejor (Feat. Alessia Cara)                 | Canción del año                                                      | Nominado  |
| 2019 | La Plata (Feat. Lalo Ebratt)                      | Grabación del año                                                    | Nominado  |
| 2020 | Bonita (Feat. Sebastián Yatra)                    | Canción del Año                                                      | Nominado  |
| 2020 | Bonita (Feat. Sebastián Yatra)                    | Mejor Canción Pop                                                    | Nominado  |
| 2020 | Más futuro que pasado                             | Mejor Álbum Pop Vocal Contemporáneo                                  | Nominado  |
| 2021 | Origen                                            | Álbum del año                                                        | Nominado  |
| 2021 | Origen                                            | Mejor Álbum Pop/Rock                                                 | Ganador   |
| 2021 | Origen                                            | Mejor Video Musical Versión Larga                                    | Nominado  |
| 2023 | Vida Cotidiana                                    | Álbum del Año                                                        | Nominado  |
| 2023 | Vida Cotidiana                                    | Mejor Álbum Pop/Rock                                                 | Ganador   |
| 2023 | Gris                                              | Mejor Canción Rock                                                   | Nominado  |
| 2023 | Sí tú me quieres (Fonseca feat. Juan Luis Guerra) | Grabación del Año                                                    | Nominado  |

#### Grammy mexicanos
| Año  | Trabajo nominado       | Categoría        | Resultado |
| ---- | ---------------------- | ---------------- | --------- |
| 2002 | A Dios le pido         | Canción del año  | Ganador   |
| 2008 | La vida...es un ratico | Álbum del año    | Nominado  |
| 2008 | La vida...es un ratico | Mejor Hombre pop | Ganador   |
| 2008 | Me enamora             | Récord del Año   | Nominado  |
| 2008 | Me enamora             | Video en español | Ganador   |

### Nickelodeon Kids' Choice Awards

#### Kids' Choice Awards México
| Año  | Trabajo nominado | Categoría               | Él mismo |
| 2012 | Él mismo         | Solista Latino Favorito | Nominado |

#### Kids' Choice Awards Indonesia
| Año  | Trabajo nominado | Categoría                                     | Resultado |
| ---- | ---------------- | --------------------------------------------- | --------- |
| 2013 | Él mismo         | Favorite Latin Artist Artista Latino Favorito | Nominado  |

#### Kids' Choice Awards Colombia
| Año  | Trabajo nominado    | Categoría         | Resultado |
| ---- | ------------------- | ----------------- | --------- |
| 2014 | Él mismo            | Artista Favorito  | Nominado  |
| 2015 | Él mismo            | Artista Favorito  | Nominado  |
| 2015 | Fundación Mi Sangre | Premio Pro-Social | Ganador   |

### Premios MTV

#### Premios MTV Europa
| Año  | Trabajo nominado | Categoría                    | Resultado |
| ---- | ---------------- | ---------------------------- | --------- |
| 2012 | Él mismo         | Acto Latinoamericano Central | Nominado  |

#### Premios MTV Latinoamérica
| Año  | Trabajo nominado       | Categoría                         | Resultado |
| ---- | ---------------------- | --------------------------------- | --------- |
| 2002 | Un día normal          | Artista del año                   | Nominado  |
| 2002 | Un día normal          | Video del año por A Dios Le Pido  | Nominado  |
| 2002 | Un día normal          | Mejor Artista Masculino           | Ganador   |
| 2002 | Un día normal          | Mejor Artista Rock                | Nominado  |
| 2002 | Un día normal          | Mejor Artista Norte               | Nominado  |
| 2003 | Un día normal          | Artista del año                   | Ganador   |
| 2003 | Un día normal          | Video del año por Fotografía      | Nominado  |
| 2003 | Un día normal          | Mejor Solista                     | Nominado  |
| 2003 | Un día normal          | Video del año por Fotografía      | Nominado  |
| 2003 | Un día normal          | Mejor Artista Rock                | Ganador   |
| 2003 | Un día normal          | Mejor Artista - Central           | Nominado  |
| 2005 | Mi sangre              | Artista del año                   | Nominado  |
| 2005 | Mi sangre              | Video del año por La Camisa Negra | Nominado  |
| 2005 | Mi sangre              | Mejor Artista Masculino           | Ganador   |
| 2005 | Mi sangre              | Mejor Artista Rock                | Ganador   |
| 2005 | Mi sangre              | Mejor Artista - Central           | Ganador   |
| 2006 | Mi sangre              | Mejor Artista - Central           | Ganador   |
| 2007 | La vida...es un ratico | Artista Fashionista - Masculino   | Nominado  |
| 2007 | La vida...es un ratico | Premio Agente de Cambio           | Ganador   |
| 2008 | La vida...es un ratico | Artista del año                   | Ganador   |
| 2008 | La vida...es un ratico | Canción del año por Me Enamora    | Nominado  |
| 2008 | La vida...es un ratico | Video del año por Me Enamora      | Nominado  |
| 2008 | La vida...es un ratico | Mejor Solista                     | Ganador   |
| 2008 | La vida...es un ratico | Mejor Artista Rock                | Ganador   |
| 2008 | La vida...es un ratico | Mejor Artista - Central           | Ganador   |
| 2008 | La vida...es un ratico | Mejor Ringtone por Tres           | Nominado  |

#### Premios MTV Millennial Awards
| Año  | Trabajo nominado                      | Categoría            | Resultado |
| ---- | ------------------------------------- | -------------------- | --------- |
| 2017 | Amárrame (Colaboración a Mon Laferte) | Colaboración del Año | Nominado  |

### American Music Awards
| Año  | Trabajo nominado | Categoría               | Resultado |
| ---- | ---------------- | ----------------------- | --------- |
| 2008 | El mismo         | Artista Latino Favorito | Nominado  |

### Premios Los 40
| Año  | Trabajo nominado | Categoría         | Resultado |
| ---- | ---------------- | ----------------- | --------- |
| 2012 | Él mismo         | Mejor Acto Latino | Nominado  |
| 2016 | Tu Enemigo       | Canción del año   | Ganador   |

#### Premios Los 40 América
| Año  | Trabajo nominado     | Categoría                                    | Resultado |
| ---- | -------------------- | -------------------------------------------- | --------- |
| 2012 | Juanes MTV Unplugged | Mejor Álbum                                  | Nominado  |
| 2014 | Él mismo             | Mejor cantante solista o de grupo en español | Ganador   |

### Premios Billboard Latinos
| Año  | Trabajo nominado                     | Categoría                                  | Resultado |
| ---- | ------------------------------------ | ------------------------------------------ | --------- |
| 2003 | Un Día Normal                        | Latin Pop Albums, Masculino                | Ganador   |
| 2004 | Fotografía (Featuring Nelly Furtado) | Mejor colaboración del año                 | Ganador   |
| 2004 | Fotografía (Featuring Nelly Furtado) | Compositor del año                         | Ganador   |
| 2004 | Fotografía (Featuring Nelly Furtado) | Latin Pop Airplay, Dúo o grupo del Año     | Ganador   |
| 2005 | Nada Valgo Sin Tu Amor               | Hot Latin Track del año                    | Ganador   |
| 2005 | Nada Valgo Sin Tu Amor               | Latin Pop Airplay Track del año, Masculino | Ganador   |
| 2005 | Mi Sangre                            | Latin Pop Álbum del año, Masculino         | Ganador   |
| 2006 | La camisa negra                      | Hot Latin Song del año                     | Nominado  |
| 2006 | La camisa negra                      | Latin Pop Airplay Song del año, Masculino  | Ganador   |
| 2006 | Juanes                               | Artist del año                             | Nominado  |
| 2006 | Juanes                               | Top Latin Albums Artist del año            | Nominado  |
| 2007 | Lo Que Me Gusta a Mí                 | Latin Pop Airplay Song del año, Masculino  | Nominado  |
| 2008 | Juanes                               | Spirit of Hope Award                       | Ganador   |
| 2008 | Me Enamora                           | Hot Latin Song del año                     | Nominado  |
| 2008 | Me Enamora                           | Latin Pop Airplay Song del año, Masculino  | Nominado  |
| 2008 | Me Enamora                           | Latin Ringmaster del año                   | Nominado  |
| 2008 | Me Enamora                           | Latin Digital, canción del año             | Nominado  |
| 2008 | La Vida... Es Un Ratico              | Latin Pop Albums, Masculino                | Ganador   |
| 2009 | Juanes                               | Hot Latin Songs Artista del año            | Nominado  |
| 2009 | Gotas de Agua Dulce                  | Latin Pop Airplay Song del año, Masculino  | Nominado  |
| 2015 | Juanes                               | Artista “Latin Pop” del Año, Solista       | Nominado  |
| 2018 | Juanes, 'Mis Planes son Amarte'      | Artista “Latin Pop” del Año, Solista       | Nominado  |

### Premios Nuestra Tierra
| Año  | Trabajo nominado                      | Categoría                        | Resultado |
| ---- | ------------------------------------- | -------------------------------- | --------- |
| 2008 | Juanes                                | Artista del Año                  | Ganador   |
| 2008 | Me Enamora                            | Canción del Año                  | Nominado  |
| 2008 | Juanes y Toby Tobón                   | Mejor productor del año          | Ganador   |
| 2008 | Me Enamora                            | Mejor vídeo del año              | Ganador   |
| 2008 | Juanes                                | Artista pop del año              | Ganador   |
| 2008 | Me Enamora                            | Canción pop del año              | Ganador   |
| 2008 | www.juanes.com                        | Mejor página de internet         | Ganador   |
| 2008 | Juanes                                | Artista favorito del público     | Ganador   |
| 2008 | Me Enamora                            | Canción favorita del público     | Ganador   |
| 2009 | Odio por Amor                         | Canción del año                  | Nominado  |
| 2009 | La Vida es un Ratico                  | Álbum del año                    | Ganador   |
| 2009 | Juanes                                | Artista pop del año              | Nominado  |
| 2009 | Odio por Amor                         | Canción pop del año              | Nominado  |
| 2009 | Juanes                                | Artista favorito del público     | Nominado  |
| 2009 | Odio por Amor                         | Canción favorita del público     | Nominado  |
| 2009 | www.juanes.net                        | Mejor página web                 | Nominado  |
| 2010 | www.juanes.net                        | Mejor página web                 | Nominado  |
| 2011 | P.A.R.C.E.                            | Álbum del año                    | Nominado  |
| 2011 | Yerbatero                             | Mejor vídeo del año              | Nominado  |
| 2011 | Juanes                                | Artista pop del año              | Nominado  |
| 2011 | Juanes                                | Artista favorito del público     | Nominado  |
| 2011 | www.juanes.net                        | Mejor página web                 | Nominado  |
| 2011 | @Juanes                               | Twitero del año                  | Nominado  |
| 2012 | La Vida es un Ratico                  | Mejor banda de Película          | Ganador   |
| 2012 | Juanes                                | Artista favorito del público     | Nominado  |
| 2012 | www.juanes.net                        | Mejor página web                 | Nominado  |
| 2013 | La Vida es un Ratico (El Paseo 2)     | Mejor banda de Película          | Ganador   |
| 2020 | Más futuro que pasado                 | Álbum del Año                    | Nominado  |
| 2020 | Quererte Mejor                        | Canción pop del Año              | Nominado  |
| 2020 | Juanes                                | Artista pop del Año              | Nominado  |
| 2020 | La Plata (feat. Lalo Ebratt)          | Mejor vídeo del año              | Nominado  |
| 2021 | Juanes                                | Mejor imagen en el mundo         | Nominado  |
| 2021 | Serenata por las Madres (con Fonseca) | Mejor gira concierto             | Nominado  |
| 2021 | Origen                                | Álbum del Año                    | Nominado  |
| 2021 | Juanes                                | Artista alternativa / Rock       | Ganador   |
| 2023 | Juanes                                | Artista del Año                  | Nominado  |
| 2023 | 506 (fea. Morat)                      | Canción pop del Año              | Nominado  |
| 2023 | Amores Prohibidos                     | Canción alternativa / Rock       | Nominado  |
| 2023 | Juanes                                | Artista alternativa / Rock       | Ganador   |
| 2023 | Origen Tour                           | Mejor gira concierto             | Nominado  |
| 2023 | Medellín 2022 (con Morat)             | Mejor gira concierto             | Nominado  |
| 2023 | Juanes                                | Artista imagen de nuestra tierra | Nominado  |
| 2024 | Cecilia (feat. Juan Luis Guerra)      | Canción del Año                  | Nominado  |
| 2024 | Vida cotidiana                        | Álbum del Año                    | Nominado  |
| 2024 | Las Mujeres (fea. Carlos Vives)       | Canción Vallenata                | Nominado  |
| 2024 | Gris                                  | Canción alternativa / Rock       | Nominado  |
| 2024 | Juanes vivo (Cordillera)              | Mejor concierto del año          | Nominado  |